# 旭门县
旭门县（越南语：／）是越南胡志明市下辖的一个县。面积110.18平方公里，2019年总人口542000人。

## 地理
旭门县北接纠支县，南接第十二郡，东接平阳省顺安市，西接平政县、平新郡和隆安省德和县。

## 历史
1976年5月20日，西贡-嘉定市革命人民委员会调整全市行政区划；旭门县并未调整，仍辖安富东社、东兴顺社、东盛社、二平社、新合社、新泰合社、新泰一社、新泰二社、新春社、盛禄社、泰三村社、中美西社、春泰山社、春泰上社14社。
1976年7月2日，越南正式统一，西贡-嘉定市更名为胡志明市。旭门县随之划归胡志明市管辖。
1977年3月23日，增设旭门市镇。
1988年8月27日，新泰一社析置婆点社，东兴顺社和中美西社析置新政合社，东兴顺社部分区域划归中美西社管辖。
1997年1月6日，以盛禄社、安富东社、新泰合社、东兴顺社、新泰一社5社和新政合社部分区域、中美西社部分区域析置第十二郡。
2003年11月5日，新春社析置中正社和春泰东社。

## 行政区划
旭门县下辖1市镇11社，县莅旭门市镇。
- 旭门市镇（Thị trấn Hóc Môn）
- 婆点社（Xã Bà Điểm）
- 东盛社（Xã Đông Thạnh）
- 二平社（Xã Nhị Bình）
- 新合社（Xã Tân Hiệp）
- 新泰二社（Xã Tân Thới Nhì）
- 新春社（Xã Tân Xuân）
- 泰三村社（Xã Thới Tam Thôn）
- 中正社（Xã Trung Chánh）
- 春泰东社（Xã Xuân Thới Đông）
- 春泰上社（Xã Xuân Thới Thượng）
- 春泰山社（Xã Xuân Thới Sơn）